# Internationales Federballturnier in Tröbitz

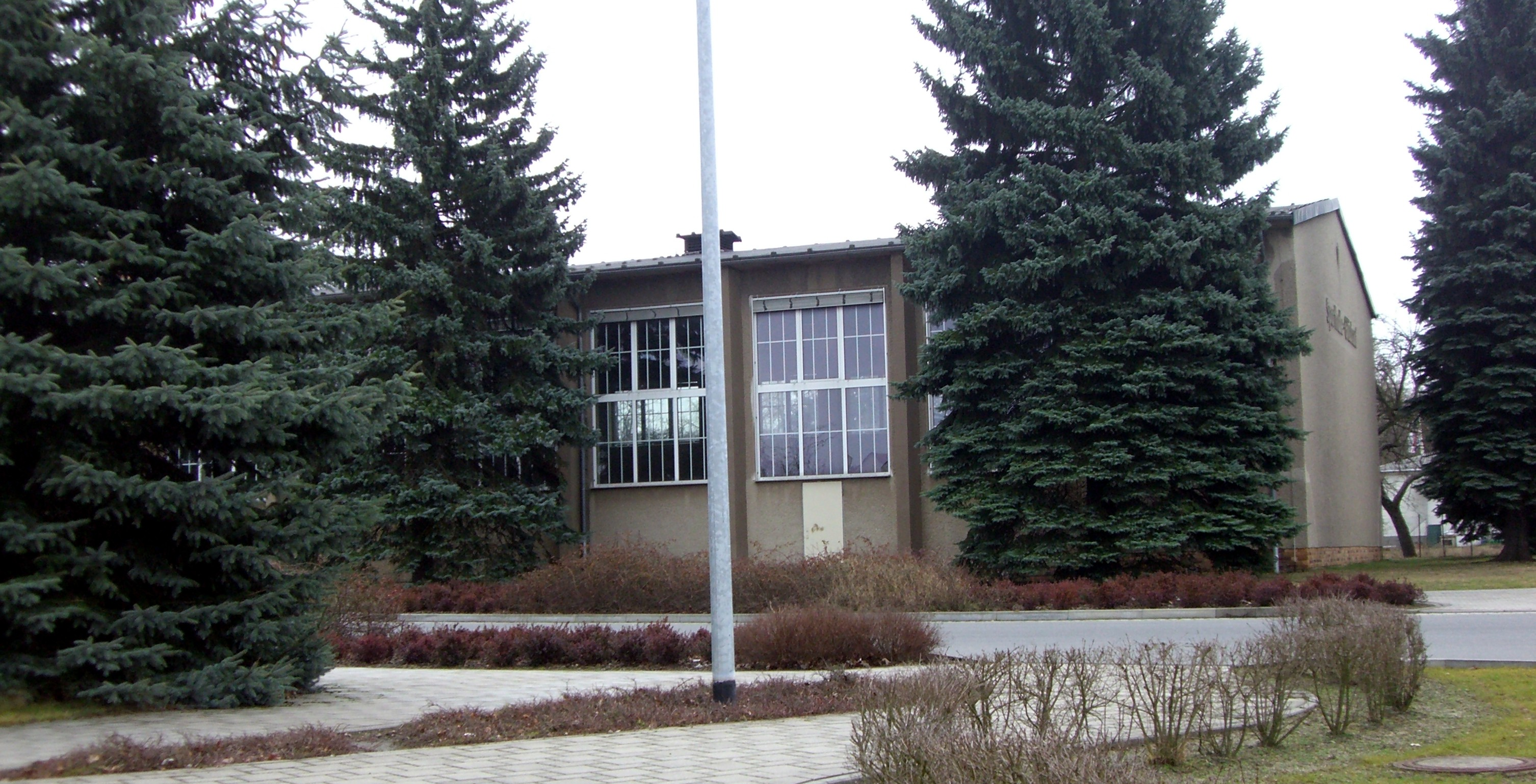
Sporthalle Glückauf Tröbitz

Das Internationale Federballturnier in Tröbitz war der erste Versuch des Federballverbandes der DDR, internationale Badminton-Meisterschaften in der DDR nach dem Vorbild westlicher Turniere zu etablieren. Es startete als nationales Neujahrsturnier 1960, wurde aber nach fünf Austragungen auf das Osterwochenende verschoben. 1961 sollte das Turnier als gesamtdeutsches Turnier stattfinden, jedoch erhielten die BRD-Sportler keine Startgenehmigung von ihrem Verband. Die dritte Ausgabe des Turniers bei Teilnahme des amtierenden inoffiziellen Weltmeisters Erland Kops wurde teilweise vom DDR-Fernsehen aufgezeichnet. Die Endspiele wurden dazu aus Zuschauerkapazitätsgründen von der Glückauf-Sporthalle in das nahegelegene Kulturhaus verlegt.
Nach der Wende initiierte der BV Tröbitz das Internationale Tröbitzer Nachwuchsturnier, welches 2021 zum 22. Mal stattfand.

## Austragungsorte
| Saison | Ort     | Datum              |
| ------ | ------- | ------------------ |
| 1960   | Tröbitz | 2.–3. Januar 1960  |
| 1961   | Tröbitz | 7.–8. Januar 1961  |
| 1962   | Tröbitz | 6.–7. Januar 1962  |
| 1963   | Tröbitz | 5.–6. Januar 1963  |
| 1964   | Tröbitz | 4.–5. Januar 1964  |
| 1965   | Tröbitz | 17.–18. April 1965 |
| 1966   | Tröbitz | 2.–3. April 1966   |
| 1967   | Tröbitz | 8.–9. April 1967   |

## Sieger und Platzierte
| Saison | Herreneinzel                         | Dameneinzel                          | Herrendoppel                                                           | Damendoppel                                                               | Mixed                                                                     |
| ------ | ------------------------------------ | ------------------------------------ | ---------------------------------------------------------------------- | ------------------------------------------------------------------------- | ------------------------------------------------------------------------- |
| 1960   | Gottfried Seemann (Aktivist Tröbitz) | Ruth Preuß (Einheit Kyritz)          | Gerolf Seemann (Aktivist Tröbitz) Gottfried Seemann (Aktivist Tröbitz) | Waltraud Pohl (Chemie Leuna) Hannelore Höfler (Chemie Leuna)              | Gottfried Seemann (Aktivist Tröbitz) Sigrid Jaschke (EBT Berlin)          |
| 1961   | Gottfried Seemann (Aktivist Tröbitz) | Rita Gerschner (Traktor Hilbersdorf) | Gerolf Seemann (Aktivist Tröbitz) Gottfried Seemann (Aktivist Tröbitz) | Ursula Hansche (Turbine Trattendorf) Annemarie Seemann (Aktivist Tröbitz) | Gottfried Seemann (Aktivist Tröbitz) Annemarie Seemann (Aktivist Tröbitz) |
| 1962   | Erland Kops                          | Kirsten Dahl                         | Erland Kops Knud Aage Nielsen                                          | Kirsten Dahl Ulla Rasmussen                                               | nicht ausgetragen                                                         |
| 1963   | Ferry Sonneville                     | Rita Gerschner (Aktivist Tröbitz)    | Ferry Sonneville Göran Wahlqvist                                       | nicht ausgetragen                                                         | Göran Wahlqvist Eva Pettersson                                            |
| 1964   | Oon Chong Teik                       | Rita Gerschner (Aktivist Tröbitz)    | Oon Chong Teik Kurt Johnsson                                           | Rita Gerschner (Aktivist Tröbitz) Annemarie Seemann (Aktivist Tröbitz)    | nicht ausgetragen                                                         |
| 1965   | Elo Hansen                           | Eva Twedberg                         | Elo Hansen Tom Nielsen                                                 | Rita Gerschner (Aktivist Tröbitz) Beate Herbst (HSG DHfK Leipzig)         | nicht ausgetragen                                                         |
| 1966   | Jörgen Herlevsen                     | Pernille Mølgaard Hansen             | Klaus Kaagaard Jörgen Herlevsen                                        | Pernille Mølgaard Hansen Lonny Funch                                      | nicht ausgetragen                                                         |
| 1967   | Klaus Katzor (Aktivist Tröbitz)      | Ruth Preuß (Einheit Kyritz)          | Klaus Katzor (Aktivist Tröbitz) Joachim Schimpke (Aktivist Tröbitz)    | Rita Gerschner (Aktivist Tröbitz) Annemarie Seemann (Aktivist Tröbitz)    | Erich Wilde (Aktivist Tröbitz) Rita Gerschner (Aktivist Tröbitz)          |